# North American Soccer League 2013
La temporada 2013 de la North American Soccer League fue la 3ª edición de la segunda división del fútbol de los Estados Unidos. Empezó el 6 de abril y terminó el 9 de noviembre.
El 9 de noviembre, New York Cosmos ganó su primer título tras ganarle al Atlanta Silverbacks por 1-0.

## Cambios
- New York Cosmos se integró a la liga como equipo de expansión y va a jugar a la segunda mitad de la temporada (Fall Season).
- Puerto Rico Islanders no va a jugar la temporada 2013 de la NASL.[2]
- Minnesota Stars FC cambió su nombre a Minnesota United FC.

## Información de los equipos
| Atlanta Silverbacks                           | Atlanta         | Brian Haynes       | Atlanta Silverbacks Park |
| Carolina RailHawks                            | Cary            | Colin Clarke       | WakeMed Soccer Park      |
| FC Edmonton                                   | Edmonton        | Colin Miller       | Foote Field              |
| Fort Lauderdale Strikers                      | Fort Lauderdale | Günter Kronsteiner | Lockhart Stadium         |
| Minnesota United FC                           | Blaine          | Manny Lagos        | National Sports Center   |
| New York Cosmos                               | Hempstead       | Giovanni Savarese  | James M. Shuart Stadium  |
| San Antonio Scorpions                         | San Antonio     | Alen Marcina (I)   | Toyota Field             |
| Tampa Bay Rowdies                             | San Petersburgo | Ricky Hill         | Progress Energy Park     |
| Datos actualizados al 2 de noviembre de 2013. |                 |                    |                          |

### Equipos porestadoyprovincia
Estados Unidos
| Provincia          | N.º | Equipos                                     |
| ------------------ | --- | ------------------------------------------- |
| Florida            | 2   | Fort Lauderdale Strikers, Tampa Bay Rowdies |
| Carolina del Norte | 1   | Carolina RailHawks                          |
| Georgia            | 1   | Atlanta Silverbacks                         |
| Minnesota          | 1   | Minnesota United FC                         |
| Nueva York         | 1   | New York Cosmos                             |
| Texas              | 1   | San Antonio Scorpions FC                    |

Canadá
| Provincia | N.º | Equipo      |
| --------- | --- | ----------- |
| Alberta   | 1   | FC Edmonton |

## Posiciones

### Spring season
Empezó el 6 de abril y finalizó el 4 de julio. 
| Pos | Equipo                   | PJ | G | E | P | GF | GC | DF  | PTS |
| --- | ------------------------ | -- | - | - | - | -- | -- | --- | --- |
| 1   | Atlanta Silverbacks      | 12 | 6 | 3 | 3 | 20 | 15 | +5  | 21  |
| 2   | Carolina RailHawks       | 12 | 5 | 5 | 2 | 20 | 16 | +4  | 20  |
| 3   | San Antonio Scorpions    | 12 | 6 | 2 | 4 | 19 | 15 | +4  | 20  |
| 4   | Tampa Bay Rowdies        | 12 | 5 | 3 | 4 | 21 | 16 | +5  | 18  |
| 5   | FC Edmonton              | 12 | 3 | 5 | 4 | 13 | 12 | +1  | 14  |
| 6   | Minnesota United FC      | 12 | 4 | 2 | 6 | 18 | 23 | -5  | 14  |
| 7   | Fort Lauderdale Strikers | 12 | 2 | 2 | 8 | 10 | 24 | -14 | 8   |

     Ganador de la NASL Spring season y clasifica al Soccer Bowl.
PJ. Partidos jugados, G. Ganados, E. Empatados, P. Perdidos, GF. Goles a favor, GC. Goles en contra, DF. Diferencia de gol, Pts. Puntos

### Fall season
Empezó el 3 de agosto y concluyó el 2 de noviembre. 
| Pos | Equipo                   | PJ | G | E | P  | GF | GC | DF  | PTS |
| --- | ------------------------ | -- | - | - | -- | -- | -- | --- | --- |
| 1   | New York Cosmos          | 14 | 9 | 4 | 1  | 22 | 12 | +10 | 31  |
| 2   | Carolina RailHawks       | 14 | 7 | 2 | 5  | 21 | 16 | +5  | 23  |
| 3   | Tampa Bay Rowdies        | 14 | 5 | 5 | 4  | 30 | 27 | +3  | 20  |
| 4   | Minnesota United FC      | 14 | 6 | 2 | 6  | 21 | 19 | +2  | 20  |
| 5   | Fort Lauderdale Strikers | 14 | 5 | 3 | 6  | 18 | 20 | -2  | 18  |
| 6   | FC Edmonton              | 14 | 3 | 7 | 4  | 13 | 14 | -1  | 16  |
| 7   | Atlanta Silverbacks      | 14 | 4 | 4 | 6  | 14 | 22 | -8  | 16  |
| 8   | San Antonio Scorpions    | 14 | 3 | 1 | 10 | 15 | 24 | -9  | 10  |

     Ganador de la NASL Fall season y clasifica al Soccer Bowl.
PJ. Partidos jugados, G. Ganados, E. Empatados, P. Perdidos, GF. Goles a favor, GC. Goles en contra, DF. Diferencia de gol, Pts. Puntos

## Soccer Bowl 2013
| Soccer Bowl; 9 de noviembre de 2013 | Atlanta Silverbacks | 0:1 (0:0) | New York Cosmos | Silverbacks Park, Atlanta, Georgia                         |                                                            |
|                                     |                     | Reporte   | Senna 50'       | Asistencia: 7.211 espectadores Árbitro(s): Edvin Jurisevic | Asistencia: 7.211 espectadores Árbitro(s): Edvin Jurisevic |

| Bandera de Estados Unidos         |
| Campeón New York Cosmos 1º título |

## Premios individuales

### Goleadores
| Jugador        | Equipo                | Goles |
| -------------- | --------------------- | ----- |
| Brian Shriver  | Carolina RailHawks    | 15    |
| Pablo Campos   | San Antonio Scorpions | 13    |
| Hans Denissen  | San Antonio Scorpions | 12    |
| Georgi Hristov | Tampa Bay Rowdies     | 12    |

### Jugador del mes
| Mes        | Futbolista        | Equipo                |
| ---------- | ----------------- | --------------------- |
| abril      | Luke Mulholland   | Tampa Bay Rowdies     |
| mayo       | Simone Bracalello | Minnesota United FC   |
| junio      | Hans Denissen     | San Antonio Scorpions |
| agosto     | Chris Nurse       | FC Edmonton           |
| septiembre | Georgi Hristov    | Tampa Bay Rowdies     |
| octubre    | Luke Mulholland   | Tampa Bay Rowdies     |

## Premios
- Jugador más valioso

 Georgi Hristov (Tampa Bay Rowdies)
- Entrenador del año

 Brian Haynes (Atlanta Silverbacks)

## Equipo ideal de la temporada[4]
| Pos. | Futbolista       | Equipo                |
| ---- | ---------------- | --------------------- |
| POR  | Joe Nasco        | Atlanta Silverbacks   |
| DEF  | Aaron Pitchkolan | Minnesota United FC   |
| DEF  | Martyn Lancaster | Atlanta Silverbacks   |
| DEF  | Albert Watson    | FC Edmonton           |
| MED  | Luke Mulholland  | Tampa Bay Rowdies     |
| MED  | Miguel Ibarra    | Minnesota United FC   |
| MED  | Richard Menjivar | Atlanta Silverbacks   |
| MED  | Marcos Senna     | New York Cosmos       |
| DEL  | Georgi Hristov   | Tampa Bay Rowdies     |
| DEL  | Brian Shriver    | Carolina RailHawks    |
| DEL  | Hans Denissen    | San Antonio Scorpions |